# Abigail Spencer

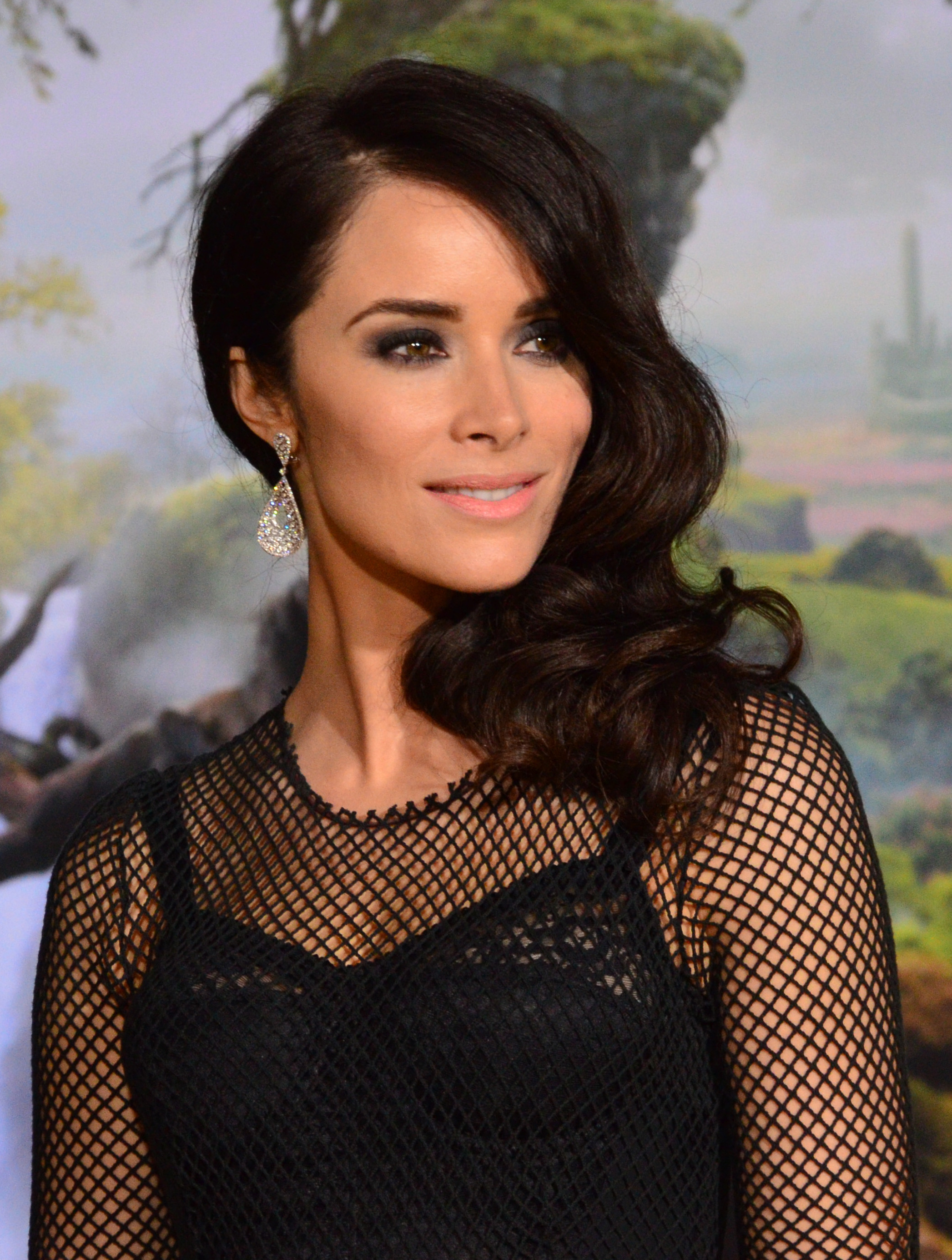
Abigail Spencer (2013)

Abigail Leigh Spencer (* 4. August 1981 in Gulf Breeze, Florida) ist eine US-amerikanische Schauspielerin.

## Leben
Spencer wurde in Gulf Breeze, einer Stadt im Santa Rosa County im US-Bundesstaat Florida, geboren, wo sie auch ihre Kindheit und Schulzeit an der Gulf Breeze High School verbrachte. Dort war sie u. a. in der Theatergruppe aktiv, zudem gehörte sie zum Pensacola-Kinderchor.
In ihrem zweiten High-School-Jahr wurde sie in das Broadway Theater Project in Tampa, Florida, aufgenommen, in dem Broadwaystar Ann Reinking Studenten bzw. Schülern ermöglichte, mit Profis zusammenzuarbeiten. Sie studierte nebenbei Drama und Tanz.
Im letzten Highschooljahr inszenierte und choreographierte sie das Musical Grease, in dem sie auch selbst als Betty Rizzo auftrat. Sie spielte die Rolle der Rebecca „Becca“ Tyree in All My Children. Anstatt nach ihrer Graduierung an die Carnegie Mellon University zu wechseln, zog sie mit 17 Jahren nach New York City.
Ihre erste Hauptrolle hatte sie als Rebecca „Becca“ Tyree in der Serie All My Children. Später startete die Serie Angela Henson – Das Auge des FBI mit ihr als Hauptdarstellerin, welche von Lifetime produziert wurde.

## Auszeichnungen
Zwischen 1999 und 2001 war Spencer mehrfach in der Serie All My Children zu sehen und wurde im Jahr 2000 mit dem Soap Opera Digest Award als auffälligste Newcomerin ausgezeichnet.
Im Jahr 2013 erhielt sie für ihre Rolle in Rectify eine Nominierung beim Critics’ Choice Television Award als beste Nebendarstellerin sowie eine beim Satellite Award.
Bei der 2017er-Auflage des Teen Choice Award gehörte sie ebenfalls zu den Nominierten, konkret: für ihre Rolle in Timeless in der Kategorie „Sci-Fi/Fantasy TV Actress“.

## Sonstiges
Der Deutschen Synchronkartei zufolge verfügt Spencer über keine feste Synchronsprecherin. So werden für ihre Filme insgesamt fünf Namen angezeigt, darunter Melanie Hinze, Jacqueline Belle und Ranja Bonalana, und für ihre Serien insgesamt neun Namen, darunter erneut Hinze sowie Tatjana Pokorny und Dascha Lehmann.
Spencers Vater war in jungen Jahren zwischenzeitlich mit Kathie Lee Gifford liiert, die später die langjährige Moderatorin der Morgen-Show Live with Regis and Kathie Lee wurde. Ein persönlicher Anruf des Vaters bei Gifford brachte dessen Ehefrau und Tochter als Zuschauer in Giffords Show.

## Privatleben
Ihr Vater war der renommierte Surfer Yancy Spencer III (1950–2011). Sie selbst wuchs als mittleres Kind mit zwei Brüdern auf.
Von 2004 bis 2013 war sie mit Andrew Pruett verheiratet, mit dem sie den gemeinsamen Sohn Roman hat. Im Anschluss an die Ehe ging sie eine Partnerschaft mit Josh Pence ein.
Sie ist mit Meghan, Duchess of Sussex befreundet. Beide sind am selben Tag geboren. Sie kennen sich aus der Fernsehserie Suits. Spencer war Gast bei der Trauung von Meghan mit Harry, Duke of Sussex am 19. Mai 2018 in der St George’s Chapel (Windsor Castle).

## Filmografie (Auswahl)
- 1999–2001: All My Children (Seifenoper)
- 2001: Campfire Stories
- 2003: Truth and Dare
- 2005: Fathers and Sons (Fernsehfilm)
- 2005: A Coat of Snow
- 2005: CSI: Vegas (Fernsehserie, Episode 6x03)
- 2006: Gilmore Girls (Fernsehserie, Episode 6x16)
- 2006: Introducing Lennie Rose (Fernsehfilm)
- 2006: Angela Henson – Das Auge des FBI (Angela’s Eyes, Fernsehserie, 13 Episoden)
- 2007: Ghost Whisperer – Stimmen aus dem Jenseits (Ghost Whisperer, Fernsehserie, Episode 2x14)
- 2007, 2014: How I Met Your Mother (Fernsehserie, Episode 3x05 und Episode 9x21)
- 2007: Jekyll
- 2008: Bones – Die Knochenjägerin (Bones, Fernsehserie, Episode 3x10)
- 2008: Moonlight (Fernsehserie, Episode 1x16)
- 2009: Private Practice (Fernsehserie, Episode 2x16)
- 2009: Mad Men (Fernsehserie, 6 Episoden)
- 2009: Castle (Fernsehserie, Episode 2x10)
- 2010: In My Sleep
- 2010: The Glades (Fernsehserie, Episode 1x05)
- 2010: Hawthorne (Fernsehserie, 8 Episoden)
- 2011: Cowboys & Aliens
- 2011, 2013–2016, 2018–2019: Suits (Fernsehserie, 15 Episoden)
- 2012: Das gibt Ärger (This Means War)
- 2012: Mavericks – Lebe deinen Traum (Chasing Mavericks)
- 2012–2013: Burning Love (Webserie)
- 2013: Das Haus der Dämonen 2 (The Haunting in Connecticut 2: Ghosts of Georgia)
- 2013: Die fantastische Welt von Oz (Oz the Great and Powerful)
- 2013: Beautiful Now
- 2013–2016: Rectify (Fernsehserie, 29 Episoden)
- 2014: Sieben verdammt lange Tage (This Is Where I Leave You)
- 2014: Der Auftrag – Für einen letzten Coup ist es nie zu spät! (The Forger)
- 2015: True Detective (Fernsehserie, 6 Episoden)
- 2016: The Sweet Life
- 2016–2018: Timeless (Fernsehserie, 28 Episoden)
- 2017, 2019, 2021–2022: Grey’s Anatomy (Fernsehserie, 15 Episoden)
- 2017: The Heyday of the Insensitive Bastards
- 2018: Buttons
- 2019: Reprisal (Fernsehserie, 10 Episoden)
- 2021: Rebel (Fernsehserie, 9 Episoden)
- 2023–2024: Extended Family (Fernsehserie, 13 Episoden)
- 2024: Law & Order (Fernsehserie, Episode 24x12)
- 2025: 9-1-1: Notruf L.A. (9-1-1, 2 Episoden)